# Acacia gageana
Acacia gageana é uma espécie de leguminosa do gênero Acacia, pertencente à família Fabaceae.